# Правила Гаага-Вісбі
Правила Гаага-Вісбі (Міжнародна конвенція про уніфікацію деяких правил про коносамент; анг. Hague–Visby Rules) — збірка правил, положень, що визначають обсяг відповідальності судновласників при перевезенні вантажів по коносаментам. Вони є трохи оновленою версією оригінальних Гаазьких правил, які були складені в Брюсселі 1924 року. Хоч загальне законодавство, наприклад, Англії до 1924 року забезпечувало більший захист вантажовласників та накладало більше зобов'язань на «звичайних перевізників», потреба в уніфікованих правилах була викликана необхідністю однакового тлумачення умов коносаментів при міжнародному характері перевезень і участю в них широкого кола різних учасників: судновласники, вантажовідправники, вантажоотримувачі, банки, страховики.
Відповідно до правил перевізник зобов'язаний виявити належну дбайливість, щоб зробити судно морським, спорядити і забезпечити його всім необхідним, належним чином укомплектувати особовий склад, забезпечити придатність вантажних приміщень для прийому, транспортування і збереження вантажу. Відповідно до Гаазьких правил на перевізника покладаються обов'язки вантажити, укладати, перевозити, зберігати і вивантажувати перевезене належним чином і з проявом належної дбайливості. Перевізник зобов'язаний видавати коносамент на певному формулярі. Гаазькими правилами передбачено, що будь-який пункт, стаття чи умова в договорі перевезення, що звільняють перевізника від відповідальності за збитки, що виникають внаслідок недбалості, провини або упущень останнього, або зменшують цю відповідальність іншим чином, ніж це передбачено Гаазькими правилами, вважаються недійсними і не мають юридичної сили і правових наслідків. Передбачається, що перевізник може бути звільнений від відповідальності за втрати чи збитки, якщо вони стали результатом обставин непереборної сили, карантинних обмежень, військових дій, повстань або цивільних хвилювань, прихованих вад вантажу тощо.